# Florence Aubenas
Florence Aubenas (Bruxelles, 6 febbraio 1961) è una giornalista francese.
Ha svolto gran parte della sua carriera presso il quotidiano Libération fino alla sua partenza nel 2006 per il settimanale Le Nouvel Observateur. Durante un viaggio di lavoro in Iraq nel 2005, è stata catturata e tenuta in ostaggio per svariati mesi, prima di ritrovare la libertà. Il 2 luglio 2009 è stata eletta responsabile dell'Observatoire international des prisons (OIP) carica che manterrà sino a giugno 2012. Nel luglio del 2012 viene incaricata di seguire la guerra civile siriana per il quotidiano Le Monde.

## Biografia
Figlia di un funzionario europeo, ha studiato alla scuola europea di Bruxelles I, dove si diplomerà nel 1979. Laureata nel 1984 presso il Centre de Formation des Journalistes (CFJ), lavora prima presso il settimanale francese Le Nouvel Economiste poi, dal 1986, presso il quotidiano Libération. Sempre interessata alle problematiche internazionali, si occuperà del Ruanda, del Kosovo, Algeria, Afghanistan e Iraq. S'interesserà inoltre ad alcuni grandi processi in Francia fra cui il processo d’Outreau, e sarà una delle prime persone a esprimere pubblicamente dei dubbi relativi alla colpevolezza degli imputati.
Nel settembre del 2006 invocherà la clausola di coscienza per lasciare il giornale Libération e trasferirsi presso il settimanale Le Nouvel Observateur. Da febbraio a luglio 2009 prende un congedo sabbatico, lasciando credere che si trasferisce in Marocco per scrivere un libro. In realtà s'installa a Caen, dove s'iscrive all'ufficio di collocamento, per poter svolgere un'inchiesta sulla reale situazione dei disoccupati in Francia. A seguito di questa esperienza di vita scriverà un libro intitolato Le quai de Ouistreham, che avrà un notevole successo.

## Rapimento
Il 5 gennaio 2005, Florence Aubenas è rapita a Baghdad insieme al suo accompagnatore Hussein Hanoun al-Saadi. La giornalista stava facendo un servizio sui rifugiati della città di Falluja, presso l'Università di Bagdad. Rapidamente alcuni comitati di sostegno si costituiscono per sensibilizzare l'opinione pubblica. Dopo 100 giorni numerosi media si associano per chiedere la liberazione di Florence Aubenas e del suo accompagnatore Hussein Hanoun al-Saadi. Per mantenere la pressione sulla diplomazia francese, una foto gigante della giornalista è affissa sulla facciata del municipio di Parigi.
Il 12 giugno 2005 il Ministero degli affari esteri annuncia la liberazione di Florence Aubenas e del suo accompagnatore, e il loro rientro in Francia.

## Pubblicazioni
- En France, Éditions de l'Olivier, 16 ottobre 2014 (EAN 9782823607758)
- Le Quai de Ouistreham, Éditions de l'Olivier, 2010 (ISBN 978-2-87929-677-7)
- Les détenus sont-ils des citoyens ?, avec Julien Bach, Virginie Bianchi, Caroline Mécary, Patrick Marrest, Willy Pelletier et Évelyne Sire-Marin, Éditions Syllepse, coll. « Notes et documents de la Fondation Copernic », mars 2010 (ISBN 978-2-84950-261-7)
- Grand reporter, 2009, Éditions Bayard (ISBN 978-2-2274-7868-8)
- Résister, c'est créer, avec Miguel Benasayag, (2002), La Découverte (ISBN 978-2-7071-5609-9)
- La fabrication de l'information. Les journalistes et l'idéologie de la communication., avec Miguel Benasayag, Parigi, 1999, éditions La Découverte (ISBN 978-2-7071-3112-6)

## Premi e riconoscimenti
- "Globe de Cristal" categoria "Littérature et essai" (2011).[4]
- Premio Joseph-Kessel (22/05/2010).[5]
- Premio Jean Amila-Meckert (17/05/2010).[6]
- Premio giornalistico Archivio Disarmo "Colombe d'Oro per la Pace" 2005[7]